# Polski Słownik Biograficzny

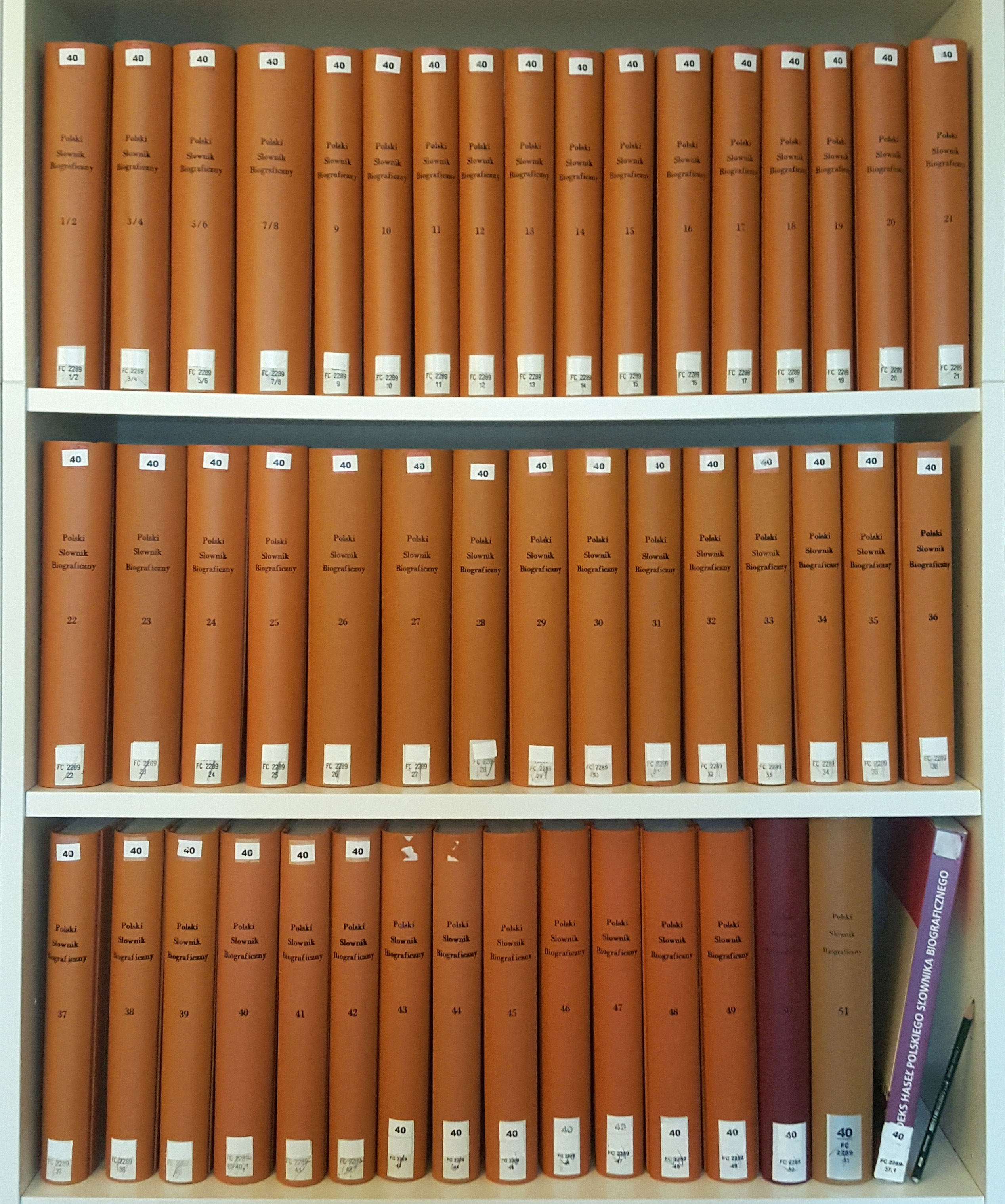
Das Polnische Biografische Wörterbuch bis Band 51 (2017, Buchstabe T)

Der Polski Słownik Biograficzny (PSB) (Polnisches Biographisches Wörterbuch) ist die umfangreichste Nationalbiographie Polens. Sie enthält mehr als 27.000 Artikel über mit Polen verbundene Persönlichkeiten in alphabetischer Reihenfolge. Der erfasste Zeitraum reicht vom 9. Jahrhundert bis zum Todesjahr 2000. Seit 1935 sind 54 Bände erschienen (Stand 2023).

## Herausgeber, Stand und Umfang
Der PSB wird von der Polnischen Akademie der Wissenschaften und der Polnischen Akademie der Gelehrsamkeit herausgegeben. 2023 wurde mit Lieferung 223 der 54. Band („Toeplitz Jerzy“ bis „Trembecki Onufry“) abgeschlossen. Das Erscheinen des letzten Bandes ist für 2030 angekündigt. Dem Erscheinen der Hauptserie sollen Supplemente folgen, die bislang unberücksichtigte Personen und solche mit Todesdatum nach 2000 behandeln. 
Bisher liegen ausschließlich gedruckte Ausgaben vor. Eine Digitalisierung ist geplant. Die polnischsprachige Internet-Präsenz trägt die Bezeichnung iPSB. Sie ist selektiv und nicht aktuell, bietet aber zusätzliche Materialien.

## Geschichte
Die Initiative für den PSB ging von dem Historiker Władysław Konopczyński aus, der das Projekt 1921 vorstellte und 1931 erster Hauptredakteur des Wörterbuchs wurde. Zunächst wurden die Editionsprinzipien festgelegt. Ab 1935 erschienen die ersten Bände. Während der deutschen Besatzung Polens blieb die Arbeit an Band 5 unterbrochen; Konopczyński wurde in das KZ Sachsenhausen eingeliefert. Er überlebte, nahm die Arbeit wieder auf, veröffentlichte Band 5 und 6, wurde aber 1949 von den Kommunisten zum Rücktritt gezwungen. 
Band 7 blieb bis 1958 unvollendet, als nach dem Ende des Stalinismus Hauptredakteur Kazimierz Lepszy berufen wurde. Ihm folgten 1964 Emanuel Rostworowski und 1989 Henryk Markiewicz. Er bemühte sich, die Schäden, die dem Werk durch die kommunistische Zensur zugefügt wurden, mit Ergänzungen und Berichtigungen zu beheben. Nachträge zu Band 1 bis 40 erschienen 2001 als Lieferung für Band 40, vor allem über Personen des polnischen Untergrundes während der Okkupation und über die Emigranten jener Zeit. Seit 2003 ist Andrzej Romanowski Hauptredakteur. 
Am PSB waren bis Mitte der 2020er Jahre etwa 4.000 Fachleute aus vielen Disziplinen beteiligt, die mehr als 27.000 Biografien verfassten.